# Le Fréchet
Le Fréchet ist eine französische Gemeinde mit 120 Einwohnern (Stand 1. Januar 2022) im Département Haute-Garonne in der Region Okzitanien (zuvor Midi-Pyrénées). Die Einwohner werden als Fréchetois bezeichnet.

## Geographie
Umgeben wird Le Fréchet von den sieben Nachbargemeinden:
| Alan     | Marignac-Laspeyres                          | Martres-Tolosane |
| Aurignac | Kompassrose, die auf Nachbargemeinden zeigt | Boussens         |
| Auzas    | Mancioux                                    |                  |

## Bevölkerungsentwicklung
| Jahr                      | 1962 | 1968 | 1975 | 1982 | 1990 | 1999 | 2007 | 2012 | 2016 |
| ------------------------- | ---- | ---- | ---- | ---- | ---- | ---- | ---- | ---- | ---- |
| Einwohner                 | 85   | 99   | 112  | 114  | 127  | 103  | 111  | 111  | 106  |
| Quelle: Cassini und INSEE |      |      |      |      |      |      |      |      |      |

## Sehenswürdigkeiten

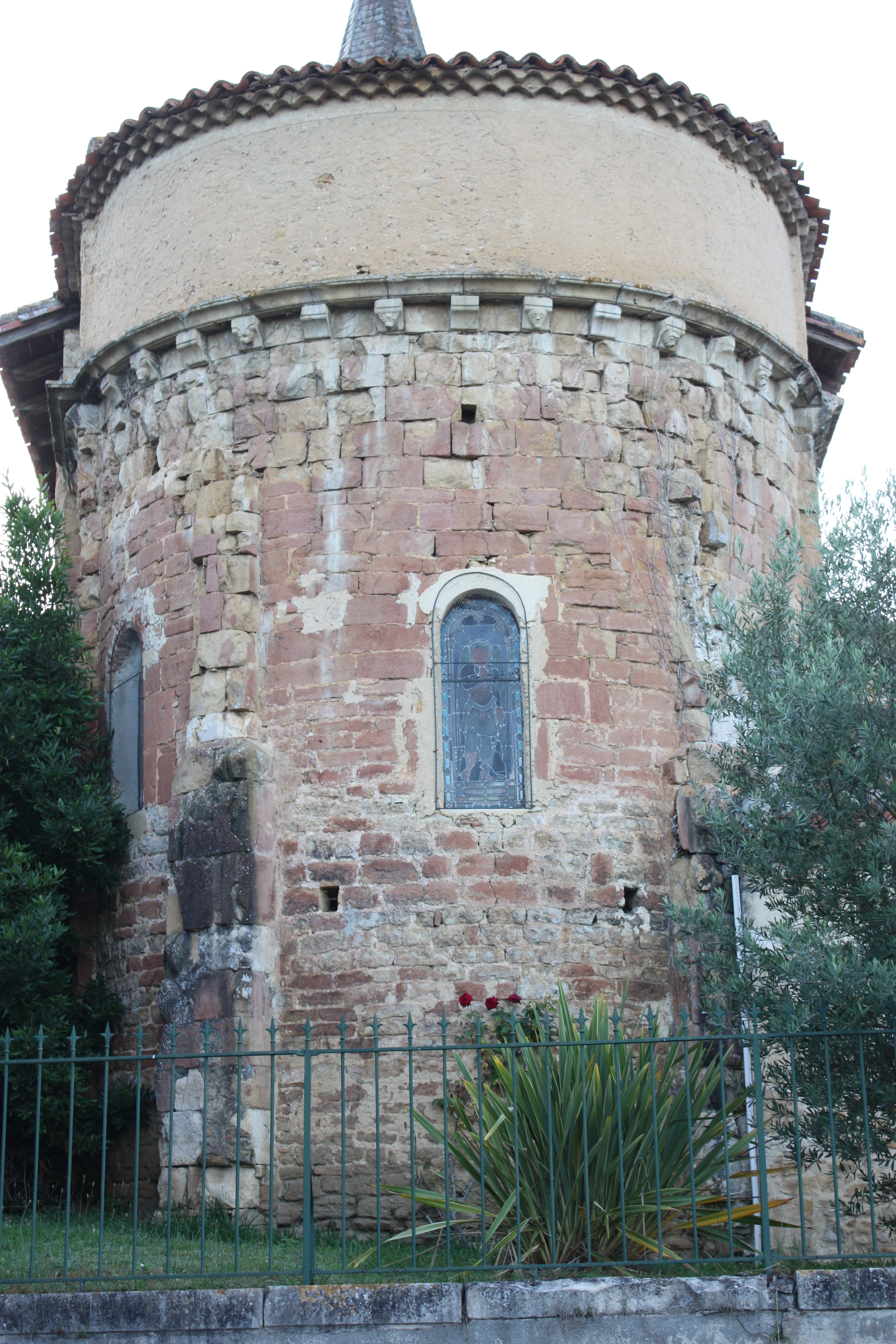
Kirche St-Michel

- Kirche St-Michel
- Befestigtes Haus